# Ráhel
A Ráhel héber eredetű női név, jelentése: bárány, anyajuh.

## Rokon nevek
- Ráchel:[1] Írásváltozat.
- Rákhel:[1] A Ráhel magyar ejtésváltozata.[2]
- Rákis:[1] A Ráhel régi magyar beceneve.[2]

## Gyakorisága
Az 1990-es években a Ráhel igen ritka, a Rákhel és a Rákis szórványos név, a 2000-es években nem szerepelnek a 100 leggyakoribb női név között.

## Névnapok
- február 4.[2]
- május 2.[2]
- július 11.[2]
- október 24.[2]

## Híres Ráhelek, Ráchelek, Rákhelek, Rákisok
- Rachel Bilson amerikai színésznő
- Rachael Carpani ausztrál színésznő
- Rachel Louise Carson amerikai tengerbiológus, ökológus, író
- Rachel McAdams kanadai színésznő
- Rachel Stevens angol énekesnő, színésznő
- Rachel Weisz magyar származású angol színésznő
- Raquel Welch filmszínésznő

### Magyarok
- Orbán Ráhel magyar turisztikai szakember, egyetemi oktató, Orbán Viktor miniszterelnök legidősebb gyermeke
- Rácz Ráchel magyar író, forgatókönyvíró, kreatív producer
- Raj Ráchel magyar cukrász, tortatervező